# Trav (hestesport)
Trav er en hestesportsgren, hvor kusken sidder på en såkaldt sulky, der er spændt efter en væddeløbshest. Hesten løber i gangarten trav, der er en symmetrisk gangart, i hvilken de diagonale lemmer føres frem samtidigt; bevægelsen er derfor totaktet. Dette er i ulig fra gangarten pasgang, der også er totaktet, men hvor det er lemmerne på samme side, der føres frem samtidigt, og galop, der er en tretaktsbevægelse, efterfulgt af et såkaldt svævemoment.
I Danmark er trav en anerkendt sportsgren, som har tilholdssted på otte af landets ni væddeløbsbaner (se herunder). Der kan spilles fra Derby25 og Dantoto.

## Hesten
Travhesten er en selvstændig race, avlet til at løbe hurtigt i travløb. Kun registrerede heste, som er godkendt i et prøveløb, hvor de skal præstere en angivet godkendelsestid, samt vise at de er regerlige, kan få lov til at starte i løb.
De individer, der avles på, udvælges primært på grund af hurtighed, sundhed og styrke. Der er hverken kåringer for travere eller avlsmål, idet der alene lægges vægt på hurtighed. Der findes dog en kåringskomite, som konkluderer: "kan anbefales", eller "kan ikke anbefales" (begrundelse).
Travheste er lette, elegante heste. De kan minde om engelsk fuldblod (xx) i udseende. De er kendetegnet ved at trave hurtigt. I Danmark er de fleste travheste avlet på amerikansk blod. Ofte krydset med den mere robuste franske type.

## Historie
Nutidens traverrace stammer hovedsageligt fra USA, hvor hingsten Messenger xx regnes som racens absolutte stamfader. Messenger, som altså var engelsk fuldblod, blev importeret til USA fra England i 1788. Han gik en del galopløb, og vandt otte af 14 løb. Messengers stamtavle gik på fadersiden tilbage til Darley Arabian. På modersiden tilbage til hingstene Godolphin Arabian og Byerley Turk. Messenger gjorde sig ikke kun gældende ved at være stamfaderen til den amerikanske traver, men også som stamfader til mange gode galopheste, bl.a. Sea Biscuit.
Den 5. maj 1849 var et vendepunkt for den amerikanske traver. Da fødtes hingsten Hambletonian, som på trods af at han aldrig selv satte sine ben på en travbane, fik så stor gennemslagskraft i avlen, at man i dag kan spore over 99 % af alle hingstelinier tilbage til ham. Hambletonians mor, havde intet navn, men var bare kendt som – Charles Kents' hoppe. Hun var efter norfolktraveren Bellfound, og hendes moder var efter Bishop's Hambletonian, en søn af Messenger.
Andre racer har været brugt i den amerikanske traveravl: Canadisk traver, Hackney, Narrangansett pacer (pasgænger), Araber, Berber og Morgan. Da racen opstod, skulle de enkelte heste trave en distance på standardtid for at optages i stambogen. Derfor hedder traveren på engelsk standardbred. Stambogen er lukket.
Frankrig og Rusland har udviklet deres egen traverrace, baseret på lokale køreheste. Den russiske orlovtraver har sin egen racebeskrivelse. Den amerikanske traver er den mest "speedy", dvs. bedst på de korte distancer. Den franske traver er tungere og stærkere, og derfor bedre på længere distancer. Gennem krydsning af de to grene har avlerne forsøgt at tilføre de to typer det bedste fra hinanden, så den amerikanske traver blev mere distancestærk, og den franske mere speedy. Man taler endog om 'det gyldne kryds': avlet på 1/4 fransk og 3/4 amerikansk blod.
Danmark har foretrukket den lette type, USA-traveren, men det franske blod er blevet mere og mere populært i de senere år. Især efter at franskmændene har åbnet deres stambog for udenlandske travheste, der har været med til at forædle den franske traver betydeligt. Verdens hurtigste travheste er p.t. Giant Diablo og Donato Hanover, der 6/10 2007 løb en km i tiden 1.08,5. Denne rekord er tangeret to gange.

## De danske baner
I Danmark findes der ni væddeløbsbaner, hvoraf otte af dem bruges til trav. Den sidste er Klampenborg Galopbane, hvorpå alene afvikles galopløb. De otte andre er:
- Charlottenlund Travbane, også kaldet "Lunden", hvor Dansk Trav Derby køres sidste søndag i august.
- Jydsk Væddeløbsbane, Århus
- Bornholms Travbane, også kaldet "Bornholms Brand Park".[3]
- Aalborg Væddeløbsbane, Racing Arena Aalborg
- Skive Trav
- Nykøbing F. Travbane
- Billund Trav
- Fyens Væddeløbsbane

## De danske trænere
Der findes et overvældende stort antal travkuske i Danmark, både amatører og professionelle, men der er en langt mindre række professionelle travtrænere, som ikke blot kører heste til løb, men også varetager den daglige træning og opstaldning af en række heste. Nogle af de mest aktive trænere findes herunder:
- Bent Svendsen
- Knud Mønster
- Seppo Kukkonen
- Birger Jørgensen
- Steen Juul
- Henrik Lønborg
- Gordon Dahl
- Jørn Laursen
- Paw Willumsen